# Деканозов, Владимир Георгиевич
Влади́мир Гео́ргиевич Декано́зов (Деканозишвили; июнь 1898 или 15 июня 1898, Баку — 23 декабря 1953, Москва) — деятель советских спецслужб, генерал-лейтенант (9 июля 1945), один из активных участников сталинских репрессий (большого террора). Дипломат, посол СССР в Германии накануне Великой Отечественной войны.
Входил в ближайшее окружение Л. П. Берии.
Арестован по делу Берии по обвинению в измене Родине в форме шпионажа и заговоре с целью захвата власти и прочем. 23 декабря 1953 года приговорён Военной коллегией Верховного суда СССР по ст. 58 УК РСФСР к высшей мере наказания — смертной казни и в тот же день расстрелян.

## Биография
По национальности грузин. Родился в семье Георгия Деканозишвили, служащего нефтяной компании, впоследствии возглавлявшего партию социал-федералистов в дореволюционной Грузии.
Учился в гимназиях Баку (1914) и Тифлиса (1916). Учился на медицинских факультетах Саратовского и Бакинского университетов. С 1918 года служил в РККА. В 1921—1931 годах работал в Чрезвычайной комиссии в АзССР и ГССР. Затем был назначен в ЦК КП(б) Грузии: секретарь по транспорту и снабжению, заведующий отделом советской торговли, с 1936 года — нарком пищевой промышленности Грузии, с 1937 года — председатель Госплана ГССР.
В декабре 1938 года, с назначением Л. П. Берии наркомом внутренних дел СССР, вызван в Москву. 2 декабря 1938 года начальнику 5-го отдела ГУГБ НКВД СССР Деканозову было присвоено специальное звание комиссар госбезопасности 3-го ранга. Впоследствии назначен заместителем начальника ГУГБ НКВД СССР, начальником контрразведывательного отдела. Со 2 декабря 1938 по 13 мая 1939 года Деканозов возглавлял советскую внешнюю разведку (ИНО).
В мае 1939 года — в составе специальной комиссии ЦК партии по проверке Наркоминдела СССР. С 3 мая 1939 года заместитель наркома иностранных дел СССР.
Летом 1940 года находился в Литовской ССР. Координировал деятельность местных и прибывших из СССР сил по присоединению Литвы к Советскому Союзу.

### Полномочный представитель СССР в Германии
24 ноября 1940 года Деканозов назначен полномочным представителем СССР в Германии (с сохранением поста заместителя наркома иностранных дел), с 9 мая 1941 года в статусе чрезвычайного и полномочного посла, являлся им до начала Великой Отечественной войны. За несколько дней до 22 июня Деканозов в Берлине предпринял последние попытки наладить диалог с германской верхушкой, добиться аудиенции у Гитлера. Не получив её, направил «вербальную ноту» в адрес рейхсминистра Риббентропа, где указал на нарушения советских границ германской авиацией в период между 19 апреля и 19 июня 1941 года, а именно 180 вторжений самолётов в воздушное пространство СССР на глубину до 150 километров.
22 июня 1941 года в 4 часа утра Деканозова вызвал Риббентроп и зачитал ему ноту Советскому правительству об объявлении войны. Деканозов пытался объяснить рейхсминистру, что германские претензии не имеют оснований, однако, как вспоминал Деканозов, Риббентроп на это лицемерно возражал, что «лично он скорбит, лично он сделал всё для стабилизации отношений с Россией».
После начала войны Германия и СССР договорились, что с дипломатами поступят на условиях взаимности. Посол Деканозов был интернирован вместе с персоналом посольства и обменян на германского посла в СССР В. фон дер Шуленбурга и немецких дипломатов на границе СССР и Турции.

### Другие посты
На XVIII съезде ВКП(б) в марте 1939 года избран кандидатом в члены ЦК ВКП(б). Член ЦК ВКП(б) с 1941 по 1952 год. Депутат Верховного Совета РСФСР 2-го созыва.
В 1943 году возглавлял комиссию по первому приёму студентов в МГИМО. Его сын — Реджинальд Деканозов — один из первых выпускников Института международных отношений.
С марта 1946 по март 1947 года — заместитель министра иностранных дел СССР.
В марте 1947 года назначен заместителем начальника ГУСИМЗ, которым руководил другой ставленник Л. П. Берии, бывший министр госбезопасности В. Н. Меркулов. В 1949 году Деканозов освобождён от этой должности.
Впоследствии занимал незначительные должности: с октября 1949 года — член советской части Постоянной комиссии по внешнеэкономическим связям между СССР и Болгарией, с июня 1952 года — член Комитета по радиовещанию при Совете Министров СССР.
В апреле-июле 1953 года — министр внутренних дел Грузинской ССР.
Адрес в Москве — улица Мархлевского, 9 (Дом ОГПУ).

## Арест, суд, казнь
30 июня 1953 года, после ареста Л. П. Берии, снят с должности и арестован как «член банды Берии».
Специальным судебным присутствием Верховного Суда СССР под председательством Маршала Советского Союза И. С. Конева 23 декабря 1953 года вместе с Берией Л. П., Кобуловым Б. З., Меркуловым В. Н., Влодзимирским Л. Е., Гоглидзе С. А., Мешиком П. Я. приговорён к смертной казни (расстрелу) с конфискацией лично принадлежащего ему имущества, лишением воинских званий и наград.
Расстрелян 23 декабря 1953 года в 21 час 20 минут. Тело было кремировано в печи 1-го Московского крематория, прах захоронен на Новом Донском кладбище.

## Отказ в реабилитации
29 мая 2000 года, рассмотрев обращение родственников осуждённых с просьбой о реабилитации, Военная коллегия Верховного суда Российской Федерации вынесла Определение № бн-00164/2000, в котором, в частности говорится:
Оценивая действия Деканозова, Мешика и Влодзимирского, Военная коллегия исходит из следующего. Будучи ответственными должностными лицами в органах госбезопасности и внутренних дел государства, они хотя и выполняли распоряжения Берии, Кобулова, Меркулова, но и сами систематически злоупотребляли властью, что выражалось в арестах невиновных людей, фальсификации материалов уголовных дел, применении пыток, то есть совершили деяния при наличии особо отягчающих обстоятельств в виде незаконного лишения свободы и гибели многих граждан. Поэтому в содеянном Деканозовым, Мешиком, Влодзимирским суд усматривает состав преступления, предусмотренного ст. 193 — 17"б" УК РСФСР (в редакции 1926 года).
Отказав в реабилитации, ВКВС вместе с тем частично изменила приговор Специального судебного присутствия от 23 декабря 1953 года, переквалифицировав деяния осужденных, исключив обвинение в измене Родине и назначив им наказание за должностные преступления в виде злоупотребления властью при наличии особо отягчающих обстоятельств в виде 25 лет лишения свободы, отменив соответственно указание о применении к ним конфискации имущества.
Несмотря на отказ в реабилитации, персоналия Владимира Деканозова в 2020 году представлена в списке героических фигур советской разведки на официальном сайте Службы внешней разведки Российской Федерации.

## Награды
- Орден Ленина (3 ноября 1944)
- Орден Красного Знамени (26 апреля 1940)
- Орден Отечественной войны I степени (5 ноября 1945)
- Орден Трудового Красного Знамени Грузинской ССР (10 апреля 1931)
- медали
- знак «Почётный работник ВЧК-ОГПУ (V)» (1929)

Лишён всех наград и званий в соответствии с приговором Специального судебного присутствия Верховного суда СССР 23 декабря 1953 года.

## Семья
- Жена — Нора Тиграновна (род. 1906).
- Сын — Реджинальд Владимирович Деканозов (1927—2000)
- Дочь — Нина Владимировна Деканозова (род. 1929)[5].

В 1954 году, после ареста и расстрела В. Г. Деканозова, его жена и сын Реджинальд были высланы на спецпоселение в Казахскую ССР. Также вместе с ними были высланы мать Норы Тиграновны — Варвара Мартыновна Арутюнова и жена Реджинальда — Циала Петровна Деканозова (дочь П. А. Шария). После ссылки семья вернулась в Грузию.